# Tropovci
Tropovci so naselje v Občini Tišina.

## Prireditve
Leta   1936 Borovo gostüvanje.